# Punta Grossa
Punta Grossa (in sloveno Debeli rtič) è un promontorio situato in Slovenia, in Istria, sul golfo di Trieste nel comune di Ancarano, a 2 km dal confine con l'Italia.

## Geografia e geologia
Punta Grossa si trova sulla punta occidentale della penisola di Muggia. Il punto più alto del promontorio è la collina di Giorgio (Jurjev hrib) e raggiunge i 70 metri sul livello del mare. È caratterizzata dalla presenza di falesie di flysch alte da 12 a 21 metri d'altezza. L'erosione delle falesie provoca un arretramento della linea di costa di 1–2 cm all'anno.

## Storia
Storicamente fece parte del territorio della cittadina istriana di Muggia, di cui seguì le sorti. Nel 1923, a seguito dell'annessione dell'Istria all'Italia (avvenuta alla fine della prima guerra mondiale), Muggia venne assegnata alla Provincia di Trieste ma una porzione del suo territorio (parti delle frazioni di Valdoltra e Scoffie) rimase nella Provincia dell'Istria e inglobato nel Comune di Capodistria. Per cui il confine tra le due Province venne fissato proprio sulla Punta Grossa. Dopo la fine della seconda guerra mondiale, dal 10 giugno del 1945 la Punta Grossa segnerà la demarcazione tra la zona di occupazione Jugoslava e quella angloamericana della Venezia Giulia e in conseguenza del trattato di pace di Parigi entrato in vigore il 15 settembre del 1947 vi rimase tale come demarcazione tra la zona A (occupazione alleata) e la zona B (occupazione jugoslava) del Territorio Libero di Trieste.
A seguito del Memorandum di Londra del 5 ottobre 1954 con la cosiddetta Operazione Giardinaggio la linea di demarcazione venne spostata circa 2 km più a nord e una fascia di territorio passò dal comune di Muggia (zona A) a quello di Capodistria (zona B), contemporaneamente l'amministrazione civile della zona A passò all'Italia mentre nella zona B rimasero gli jugoslavi.
Nel 1977, a seguito del Trattato di Osimo, la linea di demarcazione divenne a tutti gli effetti confine di stato tra Italia e Jugoslavia. Contestualmente venne stabilita anche la frontiera marittima tra i due paesi, costituita, in prossimità della costa, dalla linea mediana della Valle di San Bartolomeo tra la Punta Grossa e la Punta Sottile. Dal 1991 è confine tra Italia e Slovenia e dal 2015 fa parte del nuovo comune di Ancarano (slov. Ankaran).

Dal 1955 i vigneti Cabernet che occupano gran parte della punta sono di proprietà dell'azienda vinicola Vinakoper di Capodistria.
Nei pressi del promontorio si trova il Centro di cura e di vacanze della Croce Rossa Slovena (Mladinsko zdravilišče Debeli rtič), dove si svolge dal 2008 il Rotarycamp Ancarano organizzato dai Rotary Club di Muggia, Trieste e Capodistria a favore di 32 ragazzi disabili.
Dal 1991 il promontorio è diventato un monumento naturale di 23,8 ettari che copre 800 metri di costa del promontorio.